# Materiais 2D
Na ciência dos materiais, os chamados materiais de camada única, também conhecidos como materiais bidimensionais (2D), são sólidos cristalinos formados por uma única camada atômica. Eles despertam grande interesse devido ao seu potencial em diversas aplicações tecnológicas, embora ainda estejam em fase intensa de pesquisa. Quando derivados de um único elemento, esses materiais costumam receber o sufixo -eno em seus nomes, como é o caso do grafeno. Já os compostos formados por dois ou mais elementos apresentam sufixos como -ano ou -ídeo. De modo geral, os materiais 2D podem ser classificados como alótropos bidimensionais de elementos específicos ou como compostos com ligações covalentes entre múltiplos elementos.
É previsto que existam centenas de materiais estáveis de camada única.   A estrutura atômica e as propriedades básicas calculadas desses e de muitos outros materiais de camada única potencialmente sintetizáveis podem ser encontradas em bancos de dados computacionais.  Materiais 2D podem ser produzidos usando principalmente duas abordagens: esfoliação top-down e síntese bottom-up. Os métodos de esfoliação incluem sonicação, esfoliação mecânica, hidrotérmica, eletroquímica, assistida por laser e assistida por micro-ondas. 

## Materiais de elemento único

### C: grafeno e grafino

#### Grafeno

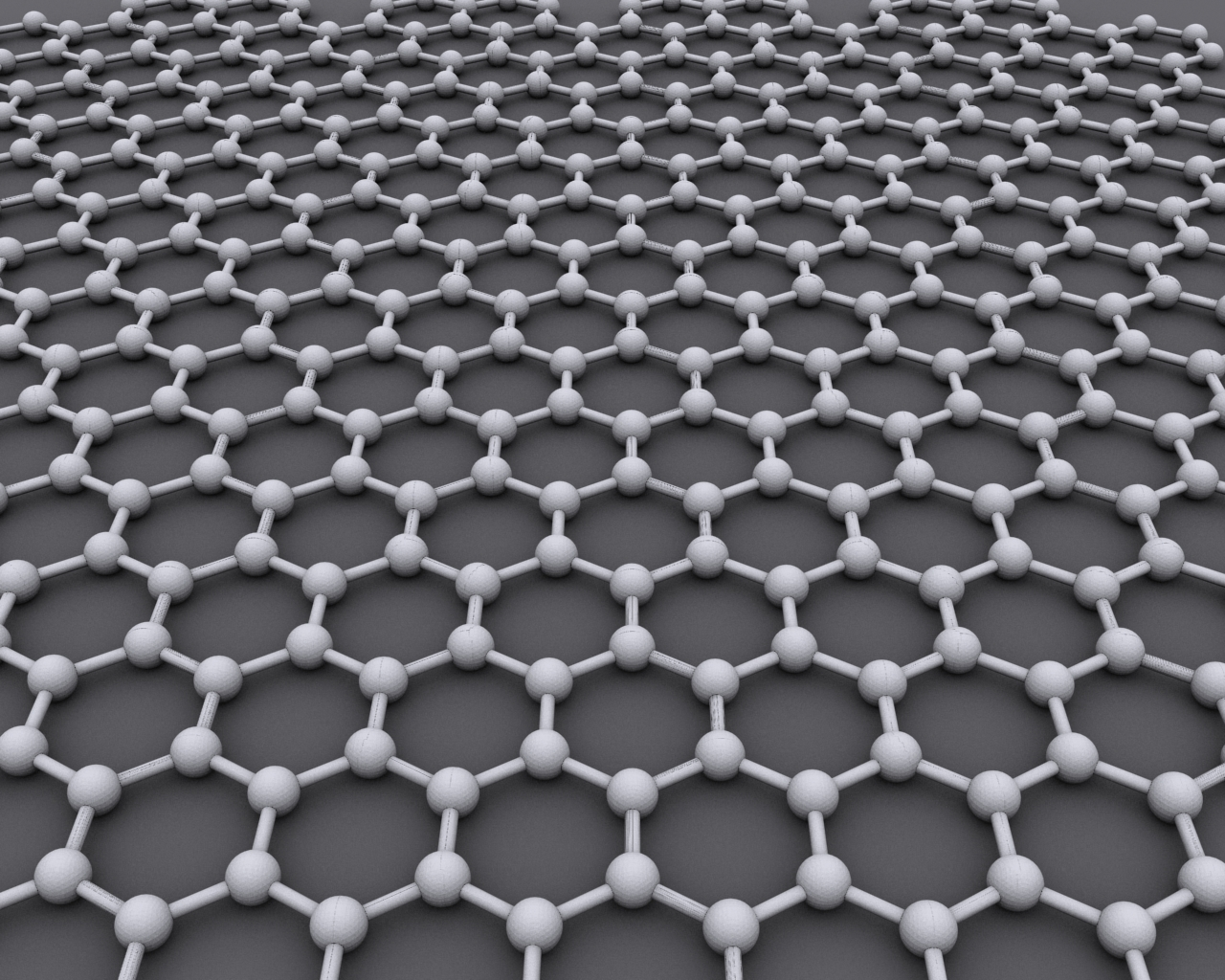
O grafeno é uma estrutura em forma hexagonal de átomos de carbono em escala atômica.

O grafeno é um alótropo cristalino do carbono composto por uma única camada de átomos dispostos em uma estrutura bidimensional. Quase transparente à luz visível, destaca-se por sua espessura extremamente fina - apenas um átomo - e por suas propriedades excepcionais. Em termos de resistência, é centenas de vezes mais forte que a maioria dos aços, quando comparado por peso. Além disso, possui a maior condutividade térmica e elétrica já registrada, sendo capaz de suportar densidades de corrente cerca de um milhão de vezes superiores às do cobre. Sua obtenção experimental foi realizada pela primeira vez em 2004.
Andre Geim e Konstantin Novoselov ganharam o Prêmio Nobel de Física de 2010 "por experimentos inovadores envolvendo o material bidimensional grafeno". Eles o produziram inicialmente separando flocos de grafeno diretamente de grafite bruto com fita adesiva e, em seguida, transferindo-os para uma pastilha de silício. 

#### Grafino
O grafino é outro alótropo bidimensional do carbono, com uma estrutura semelhante à do grafeno. Sua configuração pode ser descrita como uma rede de anéis de benzeno interligados por ligações do tipo acetileno. De acordo com a proporção desses grupos acetileno, o grafino apresenta uma hibridização mista do tipo spⁿ, onde 1 < n < 2, situando-se entre o grafeno, que possui hibridização sp² pura, e o diamante, com hibridização sp³.
Estudos baseados em cálculos de primeiros princípios, incluindo curvas de dispersão de fônons e simulações de dinâmica molecular quântica ab-initio em temperatura finita, demonstraram que o grafeno e seus análogos de nitreto de boro apresentam estabilidade estrutural. 

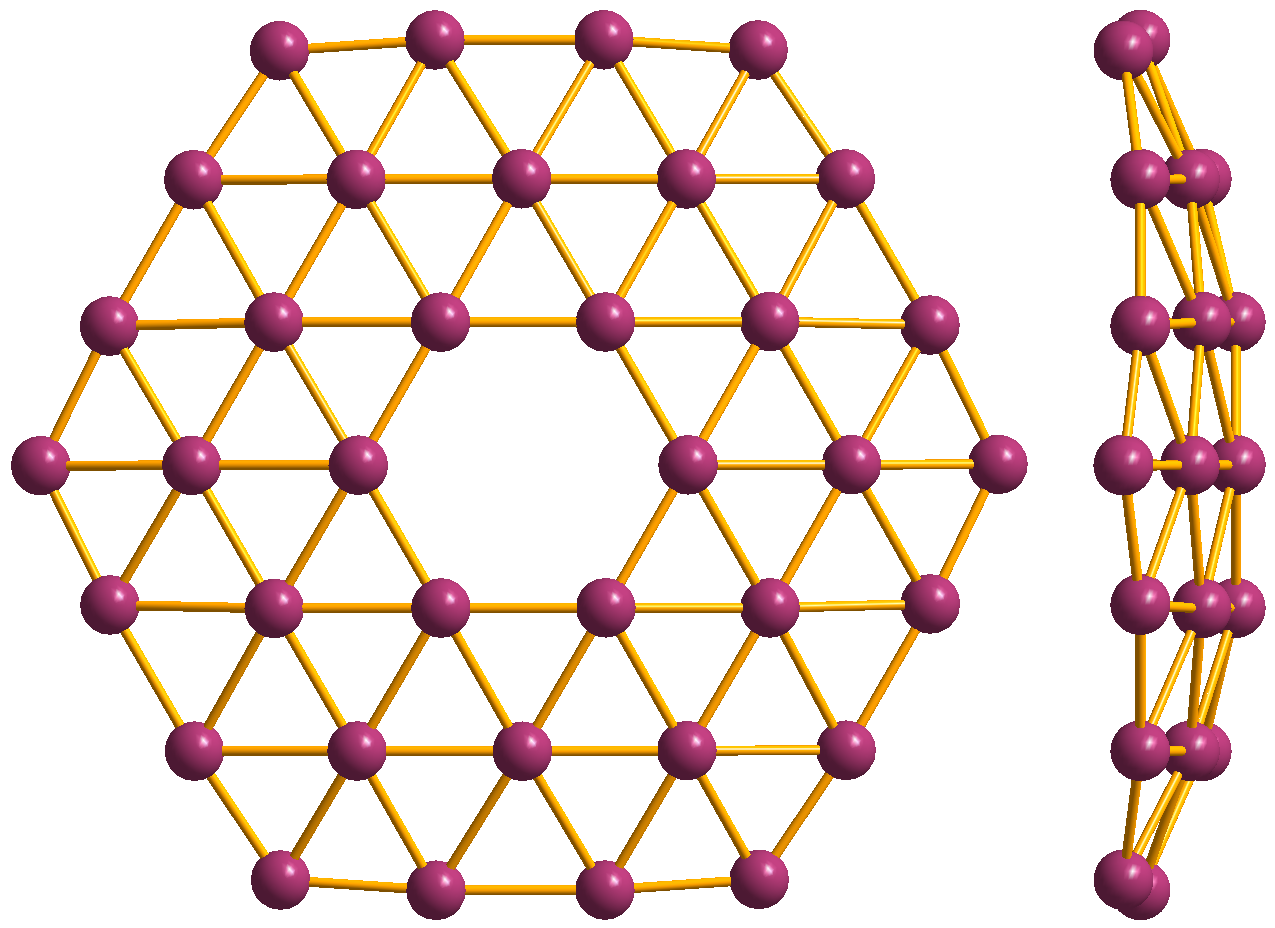
Um aglomerado B36 pode ser visto como o menor borofeno; visualizações frontal e lateral.

A existência do grafino foi teorizada antes mesmo da década de 1960. Em 2010, uma de suas variantes, contendo grupos diacetileno, foi sintetizada em substratos de cobre.

#### Borofeno
Borofeno é uma monocamada atômica cristalina de boro, também conhecida como folha de boro. Sua existência foi prevista teoricamente nos meados da década de 1990, na forma autossustentada. Posteriormente, Zhang et al. demonstraram sua formação como camadas monoatômicas distintas sobre substratos. Diferentes estruturas de borofeno foram confirmadas experimentalmente em 2015.

## Materiais de mais de um elemento

### Materiais Orgânicos

#### Estruturas Orgânicas Covalentes (Covalent Organic Frameworks - COFs)
As estruturas orgânicas covalentes são polímeros porosos covalentes feitos a partir da condensação de moléculas orgânicas por reações reversíveis, formando redes periódicas e, em alguns casos, bidimensionais. Esses materiais atraem grande atenção por conta da facilidade na sua personalização, facilitando a engenharia de suas propriedades, motivando seu uso em catálise, captura de gases e, recentemente, em eletrônica orgânica. 
Além de sua versatilidade estrutural, é possível obter os COFs tanto em formato de pó quanto em filmes finos, mudando o procedimento de sua síntese. Uma vez que essas diferentes morfologias favorecem diferentes interações entre as camadas do material, suas características podem variar levemente. No entanto, ainda é difícil obter monocristais de COFs, pois seu mecanismo de cristalização ainda não é totalmente compreendido. 

### Materiais Inorgânicos

#### Estrutura Metalorgânica (Metal-Organic Frameworks - MOFs)
As estruturas metalorgânicas são redes de coordenação com ligantes orgânicos, apresentando alta área superficial e grande diversidade de estruturas.  De maneira similar aos COFs, elas são bastante estudadas nas áreas de captura de gases e eletrônica, porém apresentam maior viabilidade comercial atualmente, sendo possível comprar esses materiais de fornecedores químicos. 
Dentre os diversos tipos de MOFs, destacam-se as s-MOGs (semiconducting metal−organic graphene analogues, tradução : análogos metalorgânicos semicondutores do grafeno), estruturas bidimensionais com características similares ao grafeno e com características eletrônicas exóticas, como por exemplo isolantes topológicos.

#### Nitreto de Boro
Material formado por átomos alternados de nitrogênio e boro arranjados hexagonalmente, de maneira similar ao grafeno, sendo muito utilizado como substrato para outros materiais 2D, por ser atomicamente planar e sem defeitos.

## Caracterizações

### Difração de raios-x
A difração de raios-x é uma técnica que permite a determinação da estrutura cristalina de um material de maneira não destrutiva, a partir da interação dos raios-x com a amostra. É possível determinar os planos cristalinos do material e, assim, se os átomos estão arranjados em uma única camada.

### UV-Vis
A espectroscopia do ultravioleta/visível se baseia em incidir a amostra com luz nos comprimentos de onda correspondentes ao ultravioleta e ao visível e analisar o espectro que é absorvido. Cada comprimento de onda absorvido indica interações entre moléculas, como empilhamento e formação de complexos, além da presença de elétrons em orbitais π.
Em materiais 2D, é possível usar essa caracterização para determinar o número de camadas dos materiais e a sua estabilidade, além de ser um método rápido e barato. 

### Espectroscopia de fotoelétrons
A espectroscopia de fotoelétrons é uma técnica em que a superfície da amostra é bombardeada por raios-x, estimulando a emissão de fotoelétrons, cuja energia cinética é relacionada ao estado inicial do elétron. Assim, é possível determinar os elementos químicos da amostra, bem como as ligações que eles participam. 

## Aplicações
A expectativa predominante no meio científico é que os materiais bidimensionais (2D), em virtude de suas propriedades excepcionais, venham a substituir os semicondutores convencionais, viabilizando uma nova geração de eletrônicos.

### Aplicações Biológicas
Os nanomateriais 2D são materiais ultrafinos que se destacam por sua anisotropia (propriedades que variam conforme a direção) e funcionalidade química.Eles apresentam uma enorme diversidade de características mecânicas, químicas e ópticas, além de variarem em tamanho, formato, biocompatibilidade e capacidade de degradação.
A investigação sobre estes materiais está em estágio inicial, concentrando-se principalmente na caracterização e entendimento de suas propriedades únicas, enquanto poucos relatos abordam suas aplicações biomédicas.Contudo, os avanços rápidos e recentes em nanomateriais 2D levantaram questionamentos relevantes e promissores sobre suas interações com componentes biológicos. Materiais como os baseados em carbono, argilas de silicato, dicalcogenetos de metais de transição (TMDs) e óxidos de metais de transição (TMOs) proporcionam funcionalidades físicas, químicas e biológicas otimizadas, em virtude de suas formas homogêneas, alta proporção entre superfície e volume, e carga de superfície.
Toda essa versatilidade permite que os materiais 2D sejam usados em muitas áreas, como na entrega de medicamentos, geração de imagens, engenharia de tecidos e no desenvolvimento de biossensores e sensores de gás.
Apesar das diferenças, todos compartilham uma característica fundamental por sua estrutura: são os materiais mais finos existentes. Isso faz com que tenham a maior área de superfície específica dentre todos os materiais conhecidos, uma vantagem imensa para aplicações que dependem de interações em escala nanométrica. Por exemplo, em sistemas de entrega de medicamentos, eles conseguem carregar uma grande quantidade de moléculas de um fármaco e controlar melhor sua liberação no organismo.
Além disso, por serem extremamente finos e muito resistentes, eles são ótimos para reforçar as propriedades mecânicas de materiais biomédicos, como nanocompósitos e hidrogéis, mesmo quando usados em pequenas quantidades. Essa espessura mínima também foi fundamental para grandes avanços em biossensores e no sequenciamento de genes. A estrutura ultrafina permite ainda que os materiais 2D respondam muito rápido a estímulos externos, como a luz, o que levou ao seu uso em diversas terapias ópticas, como nas terapias fototérmica (PTT) e fotodinâmica (PDT).

### Aplicações Eletrônicas
A área de eletrônica é uma das que mais prometem ser transformadas pelos materiais 2D, com o potencial de criar dispositivos mais rápidos, menores e com funcionalidades inéditas, superando os limites dos materiais convencionais. Se inicialmente o grafeno foi o grande catalisador da área, hoje outros materiais, como os dicalcogenetos de metais de transição (TMDs), mostram-se ainda mais promissores para aplicações específicas.
Um dos maiores desafios da eletrônica moderna é continuar a Lei de Moore dos Transistores, os componentes básicos de todo processador. O Silício, material base da indústria, está chegando ao seu limite físico; em escalas muito pequenas, ele se torna ineficiente. Materiais 2D como o Dissulfeto de Molibdênio (MoS₂) surgem como uma solução, pois podem formar canais de transistores com apenas um ou poucos átomos de espessura. Isso permite criar componentes muito menores e mais eficientes energeticamente, sem as perdas de corrente que afetam o silício em escalas tão pequenas.
Talvez a aplicação mais visualmente impactante seja a dos eletrônicos flexiveis. O grafeno, por ser ao mesmo tempo transparente, um excelente condutor elétrico e mecanicamente muito resistente, é o principal candidato para essa tecnologia. Isso abre caminho para o desenvolvimento de telas sensíveis ao toque que podem ser dobradas ou enroladas, células solares transparentes que podem ser aplicadas em janelas ou roupas inteligentes que integram sensores diretamente no tecido, monitorando sinais vitais do usuário.

Além disso, outras fronteiras estão sendo exploradas ativamente. Na optoeletrônica, a alta capacidade de absorção de luz de alguns materiais 2D pode levar a fotodetectores e câmeras muito mais sensíveis. Outro campo promissor é a spintrônica, que busca usar o spin do elétron, além de sua carga, para criar uma nova geração de dispositivos de armazenamento e processamento de dados ultrarrápidos e com baixíssimo consumo de energia.